# چارلز آگوست
چارلز آگوست (انگلیسی: Charles August, Crown Prince of Sweden; ۹ ژوئیهٔ ۱۷۶۸ – ۲۸ مهٔ ۱۸۱۰) افسر و سیاست‌مدار اهل دانمارک بود.
وی همچنین برندهٔ جوایزی همچون نشان سلطنتی سرافیم شده‌است.